# 全率固溶体
全率固溶体（ぜんりつこようたい：all proportional solid solution、ぜんりつこよう：isomorphous）は、液相状態でも固相状態でもあらゆる濃度で溶け合うような固溶体。液相（L）と固相（α）からなる。